# Slungboll (svamp)
Slungboll (Sphaerobolus stellatus) är en svampart som tillhör divisionen basidiesvampar, och som beskrevs av Heinrich Julius Tode 1790. Slungboll ingår i släktet Sphaerobolus, och familjen jordstjärnor. Arten är reproducerande i Sverige. Inga underarter finns listade i Catalogue of Life.